# USS Prince William (CVE-31)
USS Prince William (CVE-31) (nguyên mang ký hiệu AVG-31, sau đó đổi thành ACV-31, CVE-31 và CVHE-31), là một tàu sân bay hộ tống thuộc lớp Bogue của Hải quân Hoa Kỳ trong Chiến tranh Thế giới thứ hai.

## Thiết kế và chế tạo
Prince William được đặt lườn tại hãng Seattle-Tacoma Shipbuilding Corporation ở Tacoma, Washington vào ngày 18 tháng 5 năm 1942, mang số hiệu lườn 242 của Ủy ban Hàng hải Hoa Kỳ. Nó được xếp lại lớp thành ACV-31 vào ngày 20 tháng 8 năm 1942, được hạ thủy vào ngày 23 tháng 8 năm 1942; được đỡ đầu bởi Bà Paul Foley; và được đưa ra hoạt động vào ngày 9 tháng 4 năm 1943 dưới quyền chỉ huy của Thuyền trưởng, Đại tá Hải quân Herbert E. Regan.

## Lịch sử hoạt động
Sau một thời gian chạy thử máy ngắn ngoài khơi bờ Tây Hoa Kỳ, Prince William bắt đầu hoạt động cùng với Không lực Hạm đội Thái Bình Dương trong nhiệm vụ vận chuyển máy bay và nhân lực đến các căn cứ tiền phương. Được xếp lại lớp với ký hiệu CVE-31 vào ngày 15 tháng 7 năm 1943, nó hoạt động giữa bờ Tây và các địa điểm như New Caledonia, đảo Canton, Samoa và Espiritu Santo cho đến mùa Xuân năm 1944. Sau một giai đoạn ngắn hoạt động huấn luyện và chuẩn nhận phi công ngoài khơi San Diego, nó quay trở lại nhiệm vụ vận chuyển từ giữa tháng 4. Nó hoàn tất một chuyến đi đến Townsville, Australia vào ngày 7 tháng 5, và khi quay trở về San Diego, nó được điều động sang Hạm đội Đại Tây Dương.
Chất dỡ lên bờ máy bay và hàng hóa tại cảng Everglades, Florida vào ngày 21 tháng 6 năm 1944, Prince William tiếp tục đi đến Norfolk, nơi một thiết bị hoa tiêu LORAN mới được trang bị bổ sung. Trong tháng 7 và tháng 8, nó huấn luyện chuẩn nhận phi công tại khu vực vịnh Chesapeake, rồi thực hiện một chuyến đi vận chuyển máy bay và nhân sự đến Casablanca. Quay trở về Hoa Kỳ với những động cơ máy bay và phụ tùng hư hỏng, nó thả neo tại Norfolk vào ngày 26 tháng 9.
Prince William quay trở lại nhiệm vụ huấn luyện vào giữa tháng 10. Cho đến ngày 26 tháng 1 năm 1945, nó huấn luyện chuẩn nhận phi công tại khu vực vịnh Narrangansett Bay, rồi chuyển sang Key West. Tại đây nó tiếp tục thi hành nhiệm vụ như một tàu sân bay huấn luyện cho đến khi quay trở về Norfolk vào tháng 5. Vào ngày 2 tháng 6, chiếc tàu sân bay hộ tống lên đường hướng đến kênh đào Panama, và vào ngày 8 tháng 6 nó lại gia nhập Hạm đội Thái Bình Dương, tiếp tục đảm nhiệm việc vận chuyển máy bay và nhân sự giữa bờ Tây và Hawaii trong thời gian còn lại của Thế Chiến II.
Khi chiến sự kết thúc, Prince William thực hiện nhiệm vụ vận chuyển "Magic Carpet" trong bảy tháng tiếp theo, hồi hương nhân viên quân sự và thiết bị trở về Hoa Kỳ. Hoàn tất chuyến đi cuối cùng tại San Diego vào ngày 21 tháng 3 năm 1946, nó được điều về Hạm đội Dự bị Đại Tây Dương, và lên đường vào ngày 8 tháng 4 hướng đến kênh đào Panama. Đến Norfolk ngày 23 tháng 4, nó tiếp tục đi đến Philadelphia hai ngày sau đó, nơi nó được cho ngừng hoạt động vào ngày 29 tháng 8 năm 1946. Được xếp lại lớp với ký hiệu CVHE-31 vào ngày 12 tháng 6 năm 1955, Prince William tiếp tục ở lại Đội Philadelphia thuộc Hạm đội Dự bị Đại Tây Dương cho đến khi được rút khỏi danh sách Đăng bạ Hải quân vào ngày 1 tháng 3 năm 1959. Nó bị bán để tháo dỡ tại Nhật Bản vào tháng 3 năm 1961.